# Атланта (Міссурі)
Атланта (англ. Atlanta) — місто (англ. city) в США, в окрузі Мейкон штату Міссурі. Населення — 379 осіб (2020).

## Географія
Атланта розташована за координатами 39°53′54″ пн. ш. 92°28′49″ зх. д. / 39.89833° пн. ш. 92.48028° зх. д. (39.898224, -92.480278).  За даними Бюро перепису населення США в 2010 році місто мало площу 0,89 км², з яких 0,89 км² — суходіл та 0,00 км² — водойми.

## Демографія
Згідно з переписом 2010 року, у місті мешкало 385 осіб у 157 домогосподарствах у складі 104 родин. Густота населення становила 433 особи/км².  Було 189 помешкань (213/км²).
Расовий склад населення:
| - 97,1 % — білих - 0,5 % — корінних американців - 0,3 % — чорних або афроамериканців |

До двох чи більше рас належало 2,1 %. Частка іспаномовних становила 0,3 % від усіх жителів.
За віковим діапазоном населення розподілялося таким чином: 28,1 % — особи молодші 18 років, 55,8 % — особи у віці 18—64 років, 16,1 % — особи у віці 65 років та старші. Медіана віку мешканця становила 37,9 року. На 100 осіб жіночої статі у місті припадало 89,7 чоловіків;  на 100 жінок у віці від 18 років та старших — 91,0 чоловіків також старших 18 років.
Середній дохід на одне домашнє господарство  становив 40 223 долари США (медіана — 35 375), а середній дохід на одну сім'ю — 47 364 долари (медіана — 39 821). Медіана доходів становила 31 354 долари для чоловіків та 22 813 долари для жінок. За межею бідності перебувало 13,7 % осіб, у тому числі 22,0 % дітей у віці до 18 років та 17,2 % осіб у віці 65 років та старших.
Цивільне працевлаштоване населення становило 231 осіб. Основні галузі зайнятості: освіта, охорона здоров'я та соціальна допомога — 28,6 %, виробництво — 19,9 %, роздрібна торгівля — 14,3 %.